# Berezianka
Berezianka – wieś w rejonie różyńskim obwodu żytomierskiego.